# Amdoxovir
Amdoxovir là một chất ức chế men sao chép ngược nucleoside (NRTI) đang được nghiên cứu để điều trị HIV / AIDS. Nó được phát hiện bởi Raymond F. Schinazi (Đại học Emory) và CK Chu (Đại học Georgia). Nó đang được phát triển bởi RFS Pharma. Hiện nay, nó đang trong nghiên cứu lâm sàng giai đoạn II.